# Falla Blanqueries

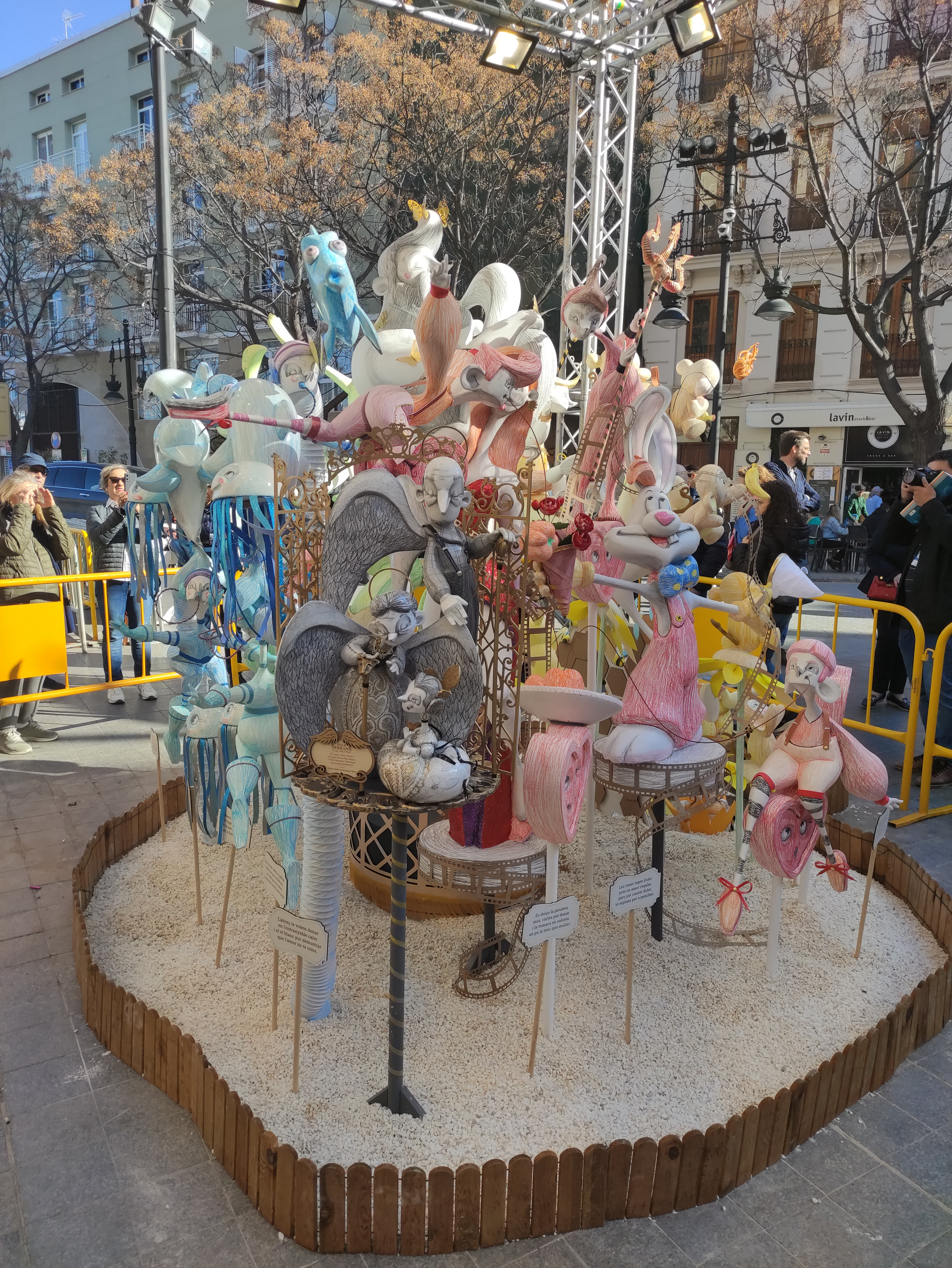
Fotografia de la falla infantil de Blanqueries de 2023.

Blanqueries és la comissió n. 339 al cens de Junta Central Fallera, situada al Carrer de Blanqueries, al Barri del Carme. La seua demarcació inclou des de la cantonada amb el Carrer Moret fins a la paret del Convent del Portal Nou.
Esta falla és recordada per algunes iniciatives originals pel que fa als seus monuments. En 1994 va participar en la categoria especial amb un monument realitzat per l'artista faller Agustín Villanueva amb dissenys de l'humorista gràfic Ortifus, anomenat camas. Va costar 12,5 milions de pessetes i va estar format per un centenar de llits d'hospital, cadascun amb un gag, formant un monument de quinze metres d'alçària. La falla va obtenir el quart premi de la secció especial, i el primer d'enginy i gràcia.
En 2010, i ja en una secció molt més modesta van realitzar un monument format bàsicament per mobles, en homenatge als orígens de la festa fallera, on es cremaven trastos vells que no servien. Posteriorment alguns d'ells van ser subhastats amb un preu d'eixida d'un euro.
Però per l'activitat que més han estat recordats ha estat per muntar una verbena al carrer, activitat que data de 1983 i que es considera com una de les primeres alternatives lúdiques i de festa al carrer de les falles. La verbena de Blanqueries, que en la dècada dels 2000 va arribar a ser un fenomen de masses, va acabar en 2009. En 2010 la verbena no es va poder posar perquè l'Ajuntament de València els va denegar el permís per haver-se endarrerit en l'hora de tancament de la mateixa l'any anterior. Tanmateix, i a causa de les molèsties que causaven als veïns, la comissió va decidir no tornar a posar mai més la verbena.

## Camas
Camas va ser el nom que va rebre el cadafal faller que l'any 1994 va plantar Blanqueries a la Secció Especial, primera vegada en la seua història que plantava en la màxima categoria. Tot i rebre puntuacions de primer premi, el jurat va decidir donar-li el quart premi per considerar la proposta massa original. Com el seu nom indica, els llits eren el motiu central de la falla, que feia 15 metres d'alt i va costar 12 milions i mig de pessetes, pagats per l'aleshores secretari de la Junta Central Fallera, José María Rey de Arteaga i l'antiquari Alfredo Solaz.
Esta falla va ser la primera que l'humorista gràfic Antonio Ortiz Fuster, Ortifus, va dissenyar des de la realitzada, fora de concurs, per a la Plaça de l'Ajuntament en 1988. L'Artista faller va ser Agustín Villanueva. Tot i que finalment la falla va obtenir el quart premi de la secció especial, el jurat sí que li va atorgar el primer d'enginy i gràcia. Al cadafal predominava el color blanc, tot fent referència al carrer de la Blanqueria que dona nom a la comissió, i de nit s'hi van incloure espectacles de llum, de moda a les falles dels anys 90.
Un ninot de la falla, dedicat a l'acupuntura, va rebre el premi a ninot millor vestit, atorgat per la Falla Na Jordana, veïna de Blanqueries.